# Izopropil palmitat
Izopropil palmitat je na palminom ulju baziran ovlaživač, zgušnjavajući agenss, i anti-statik. Njegova hemijska formula je .